# Nowe Miasteczko
Nowe Miasteczko (deutsch Neustädtel) ist eine Stadt in der Stadt- und Landgemeinde Nowe Miasteczko mit etwa 5500 Einwohnern im Powiat Nowosolski der Woiwodschaft Lebus in Polen.

## Geographie
Die Stadt liegt in Niederschlesien an der Biała Woda (Weißfurth), einem linken Nebenfluss der Oder, etwa 25 Kilometer westlich von Głogów (Glogau).

## Geschichte

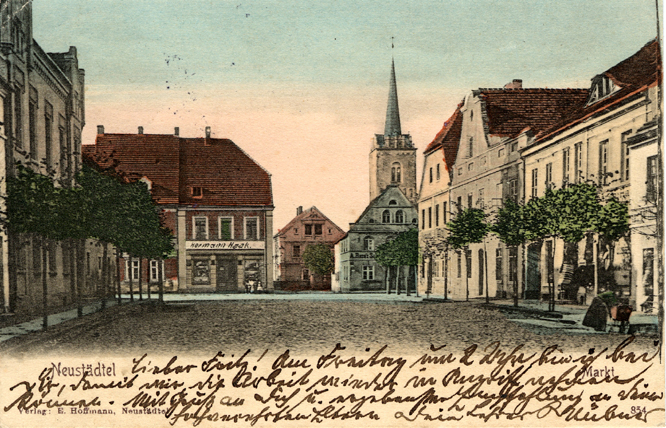
Marktplatz von Neustädtel am Anfang des 20. Jahrhunderts

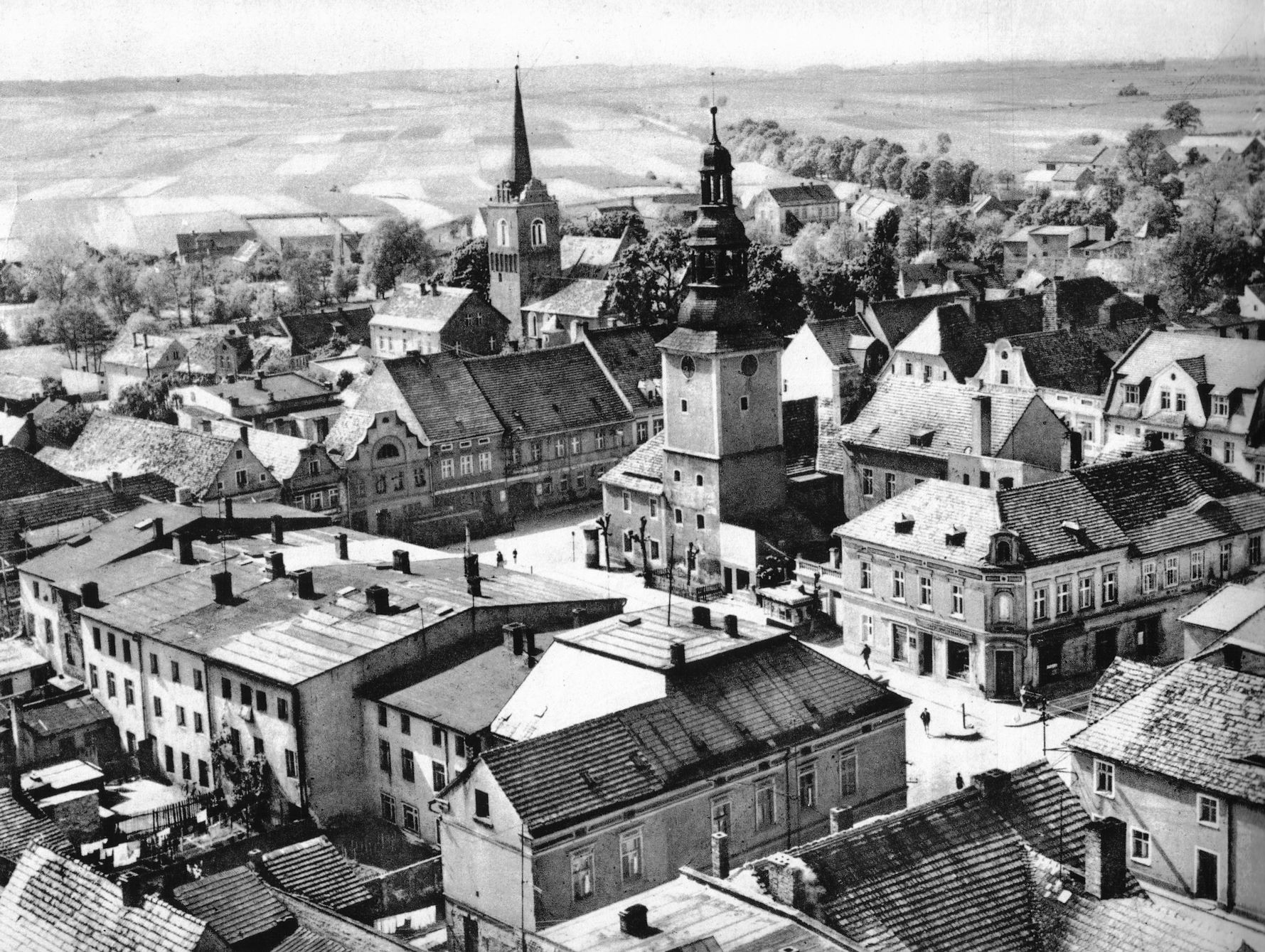
Stadtbild Anfang der 1970er Jahre

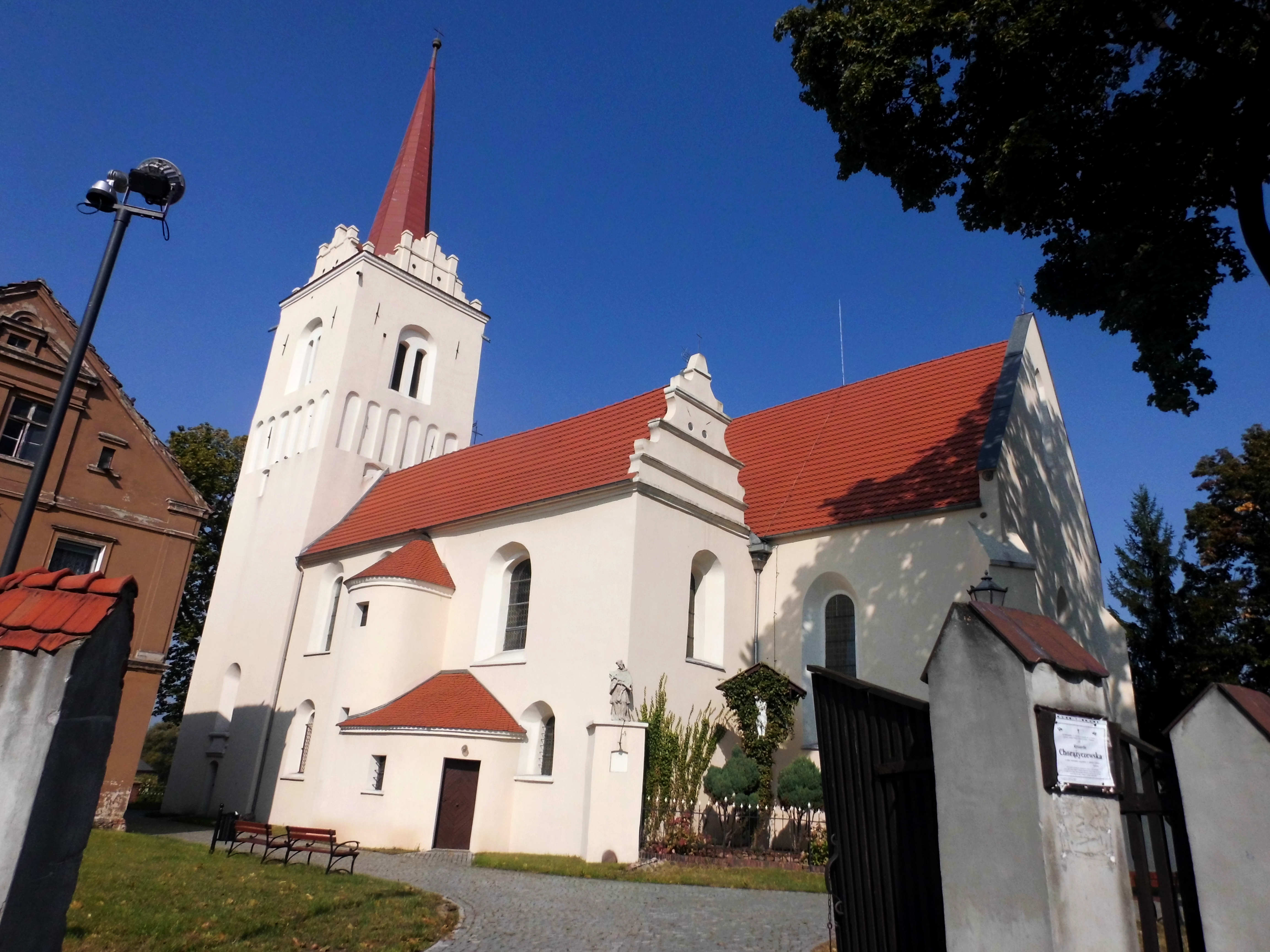
Katholische Pfarrkirche St. Maria Magdalena

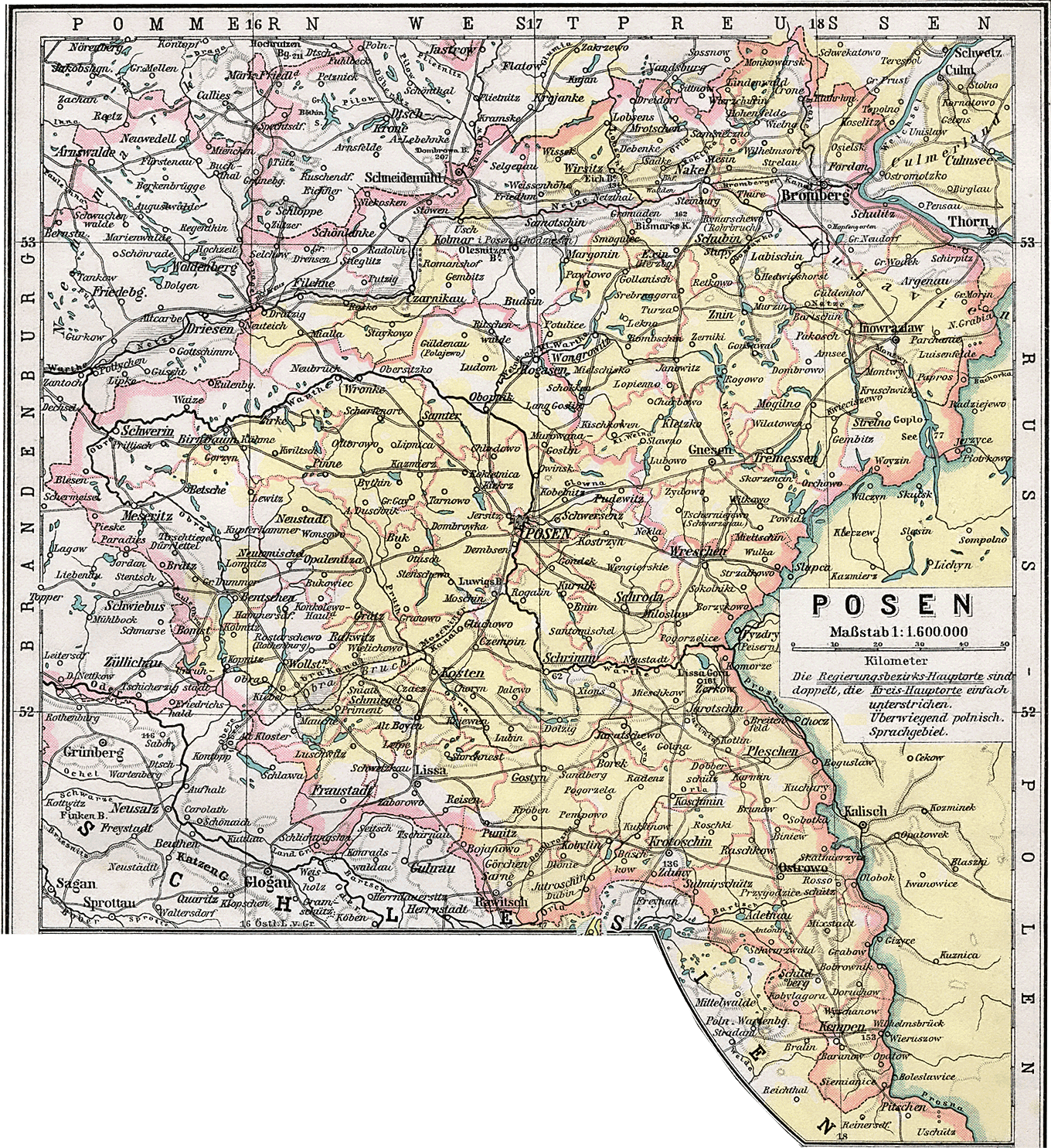
Neustädtel (Neustädtl) westlich von Glogau, auf einer Landkarte der Provinz Posen von 1905 (südwestlich der Stadt Posen, gelb markierte Flächen kennzeichnen Gebiete mit seinerzeit mehrheitlich polnischsprachiger Bevölkerung)

Erstmals erwähnt wurde der Ort vor 1296 in Urkunden des Glogauer Herzogs Heinrich III. Der ursprüngliche Name war vermutlich „Pelachow“. Bereits 1296 ist vom „Districtus Nowestatensis“ die Rede. Die Lage an einer alten Handelsstraße von Crossen nach Breslau begünstigte das Entstehen eines Marktes. Nach 1331 fiel Neustädtel gemeinsam mit einem Teil des Herzogtums Glogau an Böhmen. Bis 1386 unterstand es unmittelbar der herzoglichen Obhut, später ging es in den Besitz der Ritter aus dem Adelsgeschlecht Wirsing über. Ab 1649 gehörte es den Jesuiten in Wartenberg. Nach dem Ersten Schlesischen Krieg fiel Neustädtel wie fast ganz Schlesien an Preußen. Nachfolgend wurde es dem Kreis Freystadt eingegliedert, mit dem es bis 1945 verbunden blieb. Nach der Aufhebung des Jesuitenordens im Jahre 1773 ging der Ort in Staatsbesitz über. Im Juli 1804 suchte eine große Überschwemmung die Stadt heim, zwischen 1806 und 1808 marschierten über 60.000 Soldaten während der Koalitionskriege durch die Stadt und ihre Umgebung.
Die wirtschaftliche Entwicklung des 19. Jahrhunderts ging an der Stadt vorbei. Sowohl beim Bau der Strecke Breslau–Berlin um 1840 als auch bei dem der Strecke Breslau–Stettin um 1855 forderten die Grundbesitzer zu hohe Preise für ihr Land, woraufhin die Streckenführung anders geplant wurde. Am Anfang des 20. Jahrhunderts hatte Neustädtel eine evangelische Kirche und eine katholische Kirche.
Die Kriegshandlungen des Zweiten Weltkriegs betrafen die Stadt nicht. Als Folge des Kriegs fiel Neustädtel 1945 mit dem größten Teil Schlesiens an Polen. Nachfolgend wurde es in Nowe Miasteczko umbenannt und der Woiwodschaft Schlesien zugewiesen. Die deutsche Bevölkerung wurde, sofern sie nicht vorher geflohen war, weitgehend vertrieben. Die neu angesiedelten Bewohner waren teilweise Zwangsumgesiedelte aus Ostpolen, das an die Sowjetunion gefallen war.

### Einwohnerentwicklung
| Jahr | Einwohner | Anmerkungen                                        |
| ---- | --------- | -------------------------------------------------- |
| 1803 | 1008      | [ 2 ]                                              |
| 1810 | 0909      | [ 2 ]                                              |
| 1816 | 0926      | davon 687 Evangelische, 235 Katholiken, vier Juden |
| 1821 | 1044      | in 158 Privatwohnhäusern                           |
| 1905 | 1418      | meist Evangelische, 344 Katholiken                 |
| 1933 | 1748      | [ 3 ]                                              |
| 1939 | 1712      | [ 3 ]                                              |

## Sehenswürdigkeiten

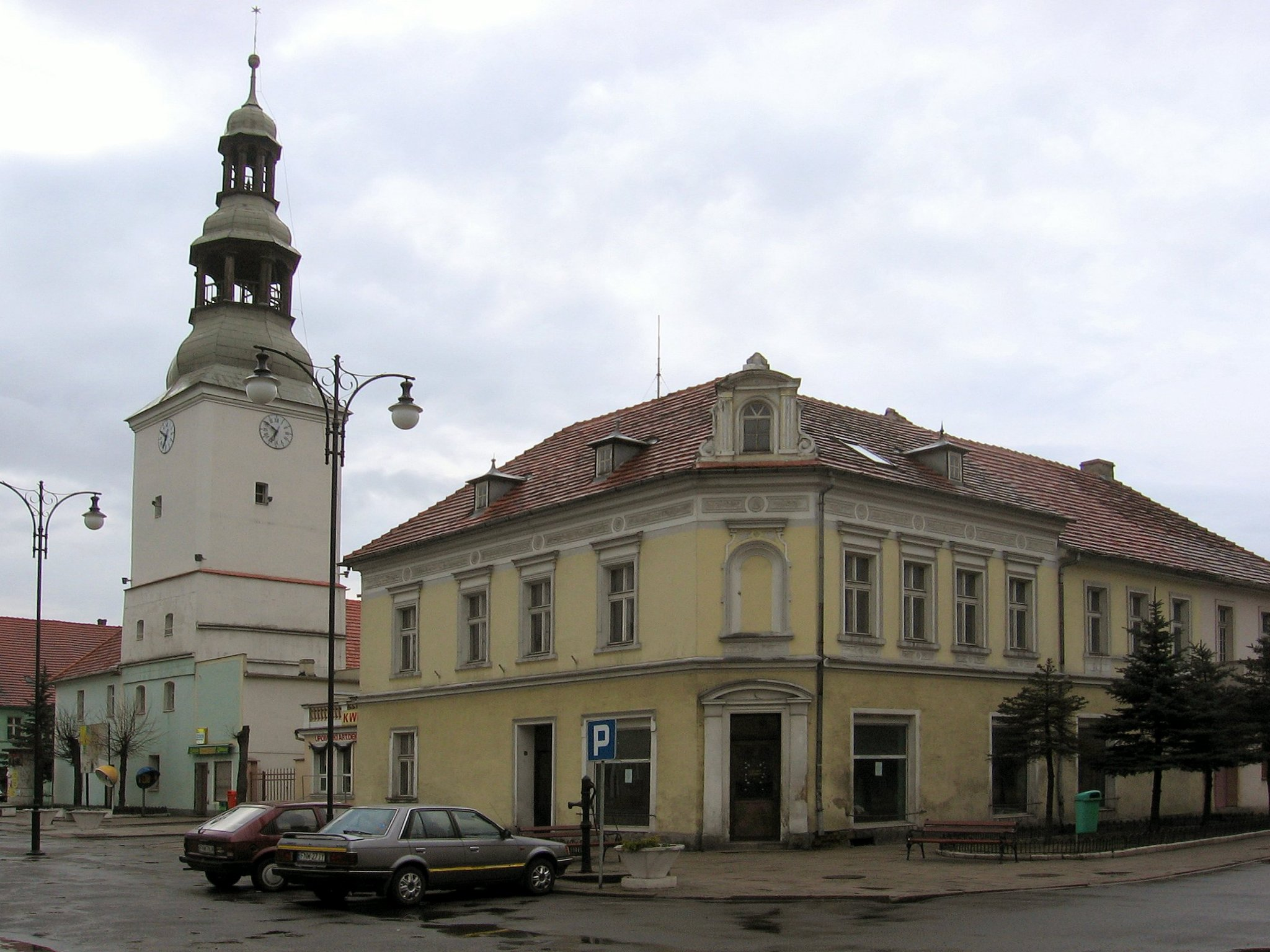
Rathaus

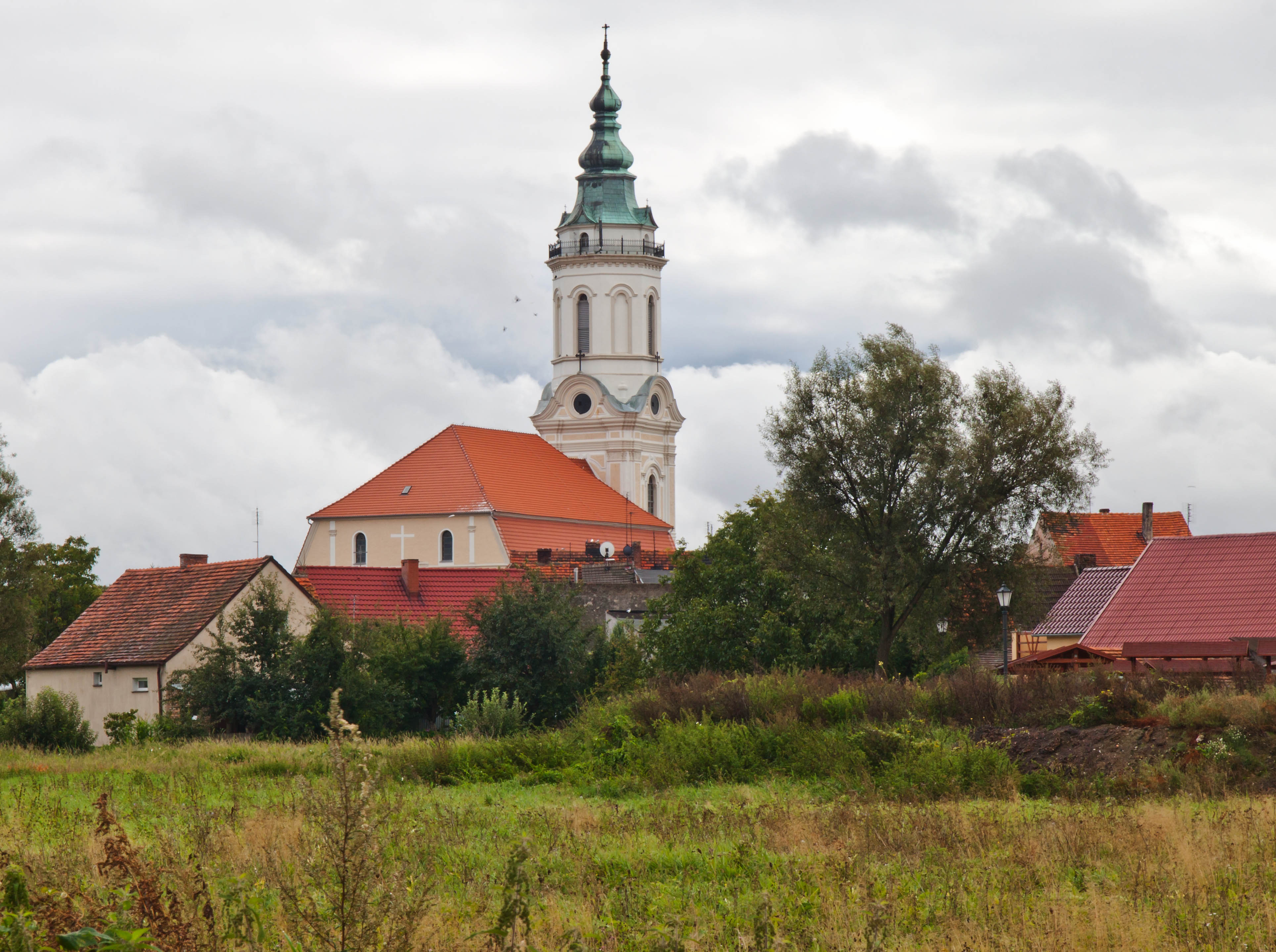
Stadtkirche (bis 1945 evangelisch)

- Pfarrkirche St. Maria Magdalena aus dem 14. Jahrhundert
- Renaissance-Rathaus von 1664 bis 1665
- Kirche der Göttlichen Vorsehung, erbaut 1784–1785 im klassizistischen Stil, bis 1945 evangelisch

## Gemeinde
Die Stadt- und  Landgemeinde Nowe Miasteczko umfasst eine Fläche von 77 km². Zu ihr gehören neben der Stadt selbst weitere Dörfer mit Schulzenämtern.

### Partnerschaften
Nowe Miasteczko unterhält mit den beiden deutschen Städten Bad Liebenwerda und Storkow (Mark) eine Partnerschaft.

## Söhne und Töchter der Stadt
- Paul Pfeffer (1651–1736), Jurist, Politiker und geistlicher Liederdichter
- Leopold Krüger (1804–1857), Politiker, Bürgermeister und Landtagsabgeordneter
- Fritz Lubrich (1888–1971), Organist und Komponist
- Lily van Angeren-Franz (1924–2011), deutsche Sintizza, Überlebende des Holocaust und wichtige Zeitzeugin